# Heinz Crawatzo
Heinz Crawatzo (* 4. Juli 1936; † 24. März 2017 in Unterschleißheim) war ein deutscher Fußballspieler. Von 1964 bis 1966 hat er für die Vereine FC Schalke 04 und Karlsruher SC 44 Spiele in der Fußball-Bundesliga absolviert und dabei zwei Tore erzielt.

## Laufbahn
Bei der SG Düren 99, dort begann auch die Karriere des drei Jahre jüngeren Karl-Heinz Schnellinger, hatte 1954 die Karriere des Technikers mit großer Laufbereitschaft in der Jugend begonnen. Unter Trainer Fritz Langner kam er bereits in der Saison 1954/55 zu acht Einsätzen (1 Tor) in der 2. Liga West. Als Crawatzo 1956/57 für Düren in 29 Ligaspielen sieben Tore in der 2. Liga West erzielt hatte, bekam er ein Angebot aus Herne. Zur Runde 1957/58 wurde der 21-Jährige vom SC Westfalia Herne verpflichtet und schaffte damit den Sprung in die Fußball-Oberliga West. Unter Trainer Fritz Langner gehörte er aber nicht der Stammelf des Teams vom Stadion am Schloss Strünkede an. Als Herne in seiner zweiten Saison, 1958/59, überraschend die Meisterschaft im Westen erringen konnte, kam er an der Seite von Hans Tilkowski, Alfred Pyka, Helmut Benthaus, Kurt Sopart und Gerhard Clement lediglich zu vier Einsätzen, wobei er zwei Tore erzielte. Nach insgesamt 16 Oberligaspielen mit drei Toren schloss er sich zur Runde 1959/60 dem Oberligaabsteiger STV Horst-Emscher in Gelsenkirchen an und spielte mit der Mannschaft vom Fürstenbergstadion nunmehr wieder in der 2. Liga West und kam in 25 Ligaspielen zum Einsatz. Bei den Blau-Schwarzen erzielte er in seinem zweiten Jahr in der Zweitklassigkeit, 1960/61, an der Seite von Mitspielern wie Werner Jestremski und Rudolf Schmidt in 26 Spielen sieben Tore, ehe er zur Runde 1961/62 ein Angebot des Freiburger FC annahm und damit nach Südbaden verzog. Unter Trainer Hans Wendlandt und an der Seite des jungen Torhüters Peter Kunter und des Routiniers auf der Stopperposition, Siegfried Geesmann, erreichte er mit der Mannschaft aus dem Möslestadion den sechsten Rang und machte dabei mit seiner Leistung den Westoberligisten Borussia Mönchengladbach auf sich aufmerksam und zog nach zwölf Monaten wieder in den Fußball-Westen, wo er sich der Mannschaft vom Bökelbergstadion zur Runde 1962/63 anschloss.
In Gladbach traf er wieder auf Trainer Langner, jetzt gehörte er aber im letzten Jahr der alten erstklassigen Oberligaära der Stammbesetzung an. Mit der Mannschaft vom Niederrhein belegte er in der Saison nach dem Abgang von Nationalstürmer Albert Brülls zum AS Modena, den 11. Rang und war dabei in 27 Ligaspielen aktiv gewesen, wo er drei Treffer erzielen konnte. Er debütierte bei BMG am Starttag der Runde 1962/63, am 18. August 1962, bei einer 1:3-Auswärtsniederlage gegen Preußen Münster. Er beendete das Kapitel der erstklassigen Oberliga am 30. Spieltag, den 11. Mai 1963, mit einem 4:4-Remis bei Westfalia Herne. Dabei glückten dem auf Halbrechts spielenden Crawatzo zwei Treffer gegen Nationaltorhüter Tilkowski. Im ersten Jahr der neu installierten zweitklassigen Fußball-Regionalliga West, 1963/64, belegte Mönchengladbach mit den Talenten Horst-Dieter Höttges, Herbert Laumen und Günter Netzer den achten Rang. Crawatzo hatte in 30 Ligaspielen drei Tore erzielt. In den letzten zwei Rundenspielen, am 3. und 10. Mai 1964 gegen Arminia Bielefeld und die Sportfreunde Siegen, war er auch unter dem neuen Trainer Hennes Weisweiler aktiv, der den zu Schalke 04 in die Bundesliga gewechselten Fritz Langner ersetzte. Er folgte Langner zur Runde 1964/65 nach Schalke und war damit in der Erstklassigkeit der Bundesliga aktiv.
An der Seite der Mitspieler Manfred Kreuz, Hans Nowak, Willi Schulz, Friedel Rausch, Waldemar Gerhardt, Günter Herrmann, Willi Koslowski und Reinhard Libuda absolvierte er für „Königsblau“ zwar 27 Bundesligaspiele, in denen er zwei Tore erzielte, aber die Runde verlief äußerst negativ. Mit 22:38 Punkten zierte der Altmeister den letzten Platz in der Tabelle und mehrere prominente Mitspieler kehrten daraufhin Schalke 04 den Rücken. Crawatzo zog es nach Nordbaden, er schloss sich dem Bundesliga-Vorletzten, dem Karlsruher SC, an. Die Elf vom Wildparkstadion konnte knapp mit 24:44 Punkten den Klassenerhalt bewerkstelligen. Unter Trainer Helmut Schneider hatte Crawatzo noch zur Stammelf gezählt, unter seinem ab dem 19. Oktober 1965 agierenden Nachfolger Werner Roth gehörte er nur noch vereinzelt der KSC-Elf an. Nach 17 weiteren Bundesligaeinsätzen und einem Einsatz im DFB-Pokal zog es ihn im Sommer 1966 von Karlsruhe zum SC Opel Rüsselsheim in die Fußball-Regionalliga Süd. In zwei Runden bestritt er bei den Hessen unter den Trainern Erich Bäumler und Otto Barić 23 Ligaspiele mit zwei Toren und beendete 1968 mit 32 Jahren seine höherklassige Spielerlaufbahn.